# Toe walking

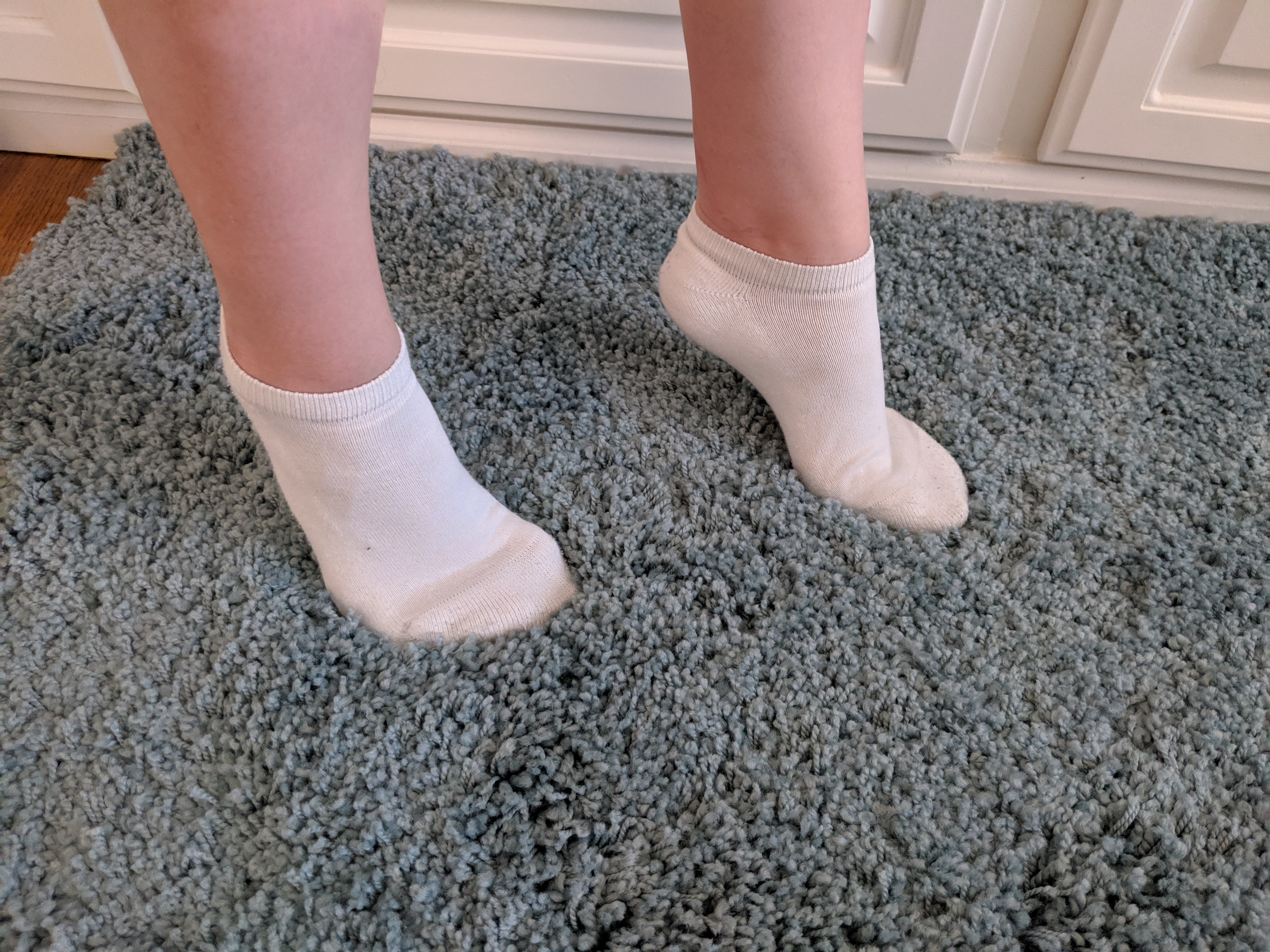
Bambina che cammina in punta di piedi

Viene definita Toe-Walking la deambulazione che avviene prevalentemente in punta di piedi.
La tendenza all'andatura in punta di piedi è piuttosto frequente nei bambini piccoli, nella fase iniziale della deambulazione autonoma. 
Nella maggior parte dei casi, tale tendenza si riduce progressivamente con la crescita fino ad arrivare a un'andatura normale, generalmente entro l'età di 2-3 anni. Pertanto, per convenzione, è comune consigliare di indirizzare verso ulteriori accertamenti quei bambini che continuino a manifestare tale tendenza oltre l'età di 2-3 anni.

## Diagnosi differenziale
Le principali cause di un'andatura sulle punte possono essere patologie neuromuscolari (paralisi cerebrale infantile, distrofia di Duchenne), ortopediche e disturbi comportamentali (autismo).
Esiste però una grande percentuale di pazienti, in cui non è possibile mettere in evidenza nessuna di tali cause. Tali pazienti vengono detti Toe-Walkers Idiopatici (o abituali).
Generalmente vengono distinti quadri con un normale range articolare della caviglia, e quadri in cui è presente una limitazione della flessione dorsale della caviglia (legata a una retrazione del Tendine di Achille). Tale retrazione può essere di natura congenita.

## Trattamento
Esistono differenti opzioni di trattamento. Per i casi lievi è possibile solo effettuare controllo evolutivo.
Per i casi più severi, le possibilità comprendono: stretching, tutori ortopedici, gessi correttivi, tossina botulinica, interventi chirurgici correttivi. Sono stati recentemente sviluppati tutori ortopedici innovativi minimamente invasivi in grado di esercitare un momento di flessione dorsale sul piede sfruttando le proprietà elastiche del carbonio, una specifica ortesi plantare ed una scarpa con opportune allacciature.